# 青年海外協力隊堕落論
青年海外協力隊堕落論（せいねんかいがいきょうりょくたいだらくろん）とは、1994年（平成6年）に起きた、特殊法人国際協力事業団が行う青年海外協力隊に対する批判論争のことである。

## 概説
1989年（平成元年）に、特殊法人国際協力事業団が行う青年海外協力隊の隊員として、ホンジュラスへ派遣された石橋慶子が、日本へ帰国後『新潮45』1994年（平成6年）6月号の誌上に『あえて書く青年海外協力隊堕落論』を発表したことに端を発する。
続けて別の著者により『AERA』1994年（平成6年）8月15日22日合併号および『諸君!』1994年（平成6年）9月号にも、同様に協力隊事業および隊員の資質に関する批判記事が掲載された。
これらの批判記事に対して、国際協力事業団（通称JICA、現在の国際協力機構）が機関誌『クロスロード』に協力隊事務局長へのインタビュー形式で反論記事を掲載した。
組織の名称や人物の肩書などは、特に注意書きがない限り、当時のものとする。また、国際協力事業団についてはJICAと記述する。

## 議論の背景

### 協力隊事業の拡大
1965年（昭和40年）、ラオスへの派遣から始まった青年海外協力隊事業は、年々その規模を拡大していった。1991年（平成3年）にソビエト連邦の崩壊が起こると、1992年（平成4年）にはハンガリーに2名の協力隊員が東欧へ初めて派遣された。その後、ポーランド、ブルガリア、ルーマニアの東欧諸国、旧ソ連に属していたキルギス、ウズベキスタンにも隊員が派遣されるようになった。またアジアでも1992年（平成4年）からモンゴルへの派遣と、カンボジアへの派遣再開が行われた。1994年度（平成6年度）の青年海外協力隊事業の予算は約150億円。隊員の数の増加に対応するため、1995年（平成7年）には福島県二本松市に新たな訓練所が開所が予定されていた。

### 増加する応募者
1994年（平成6年）当時、青年海外協力隊の人気は高かった。1991年度（平成3年度）に、派遣定員が1,000人を越え、予算も増額されつづけた。協力隊への応募者は1993年（平成5年）の秋募集では5,000名を越え、さらに1994年（平成6年）の春募集では6,000名を越え、1991年（平成3年）と比較して3年間で倍増であった。
協力隊人気の背景として、自己資金の持ち出し無く2年間にわたり外国に行け、海外での生活を体験できることがあった。AERA誌に協力隊の記事を寄稿した伊藤は、1992年（平成4年）に始まる自衛隊のカンボジアへのPKO派遣（自衛隊カンボジア派遣）に始まる国際貢献ブームがあり、協力隊参加や協力隊事業に大義名分が立つと指摘した。さらにこのころの就職氷河期の影響もあり、応募者のうち、学生が4分の1を占めた。

### 協力隊の志望動機
協力隊事務局がまとめた資料によると、協力隊応募説明会の参加者のアンケートにて応募動機（複数回答可）として挙げた1位は「（自分の）可能性を試してみたい。生き方を模索したい」であり、63.8%に及び、例年ダントツであった。2位は「海外、異文化を体験したい」であった。対して協力隊本来の目的である「国際貢献、国際協力をしたい」は例年両者より下位であった。

### 隊員の派遣体制
協力隊応募者は、当時、一次試験（筆記）、二次試験（志望動機等の面接、職種についての技術面接、聴診や問診等の健康診断）を経て合否が決められていた。
合格者は隊員候補として長野県駒ヶ根市にある隊員訓練所に合宿して語学訓練等の「派遣前訓練」を受けた。訓練修了後、配属先の国へ赴任。現地での語学訓練後に、活動が開始する流れになっていた。
赴任した国にはJICA現地事務所が設置されており、所長や協力隊員をサポートするための調整員が日本から派遣されていた。石橋によると当時、ホンジュラスのJICA現地事務所は、日本人は所長と調整員の3人が、約100人の協力隊員のサポートを行う状況であった。

### 現役の隊員のマスコミへの意見発表
JICAは「この事業が、日本国民の支援を受けて実施していることを考えれば、その内容いかんによっては国民の信用を失墜させ、国民の支援を裏切ることになりかねない」ということを根拠とし、現役の隊員が雑誌や新聞等に寄稿することについて、「（マスコミに対して）意見発表の際には事前に協力隊事務局長の承認が必要である」と規定していた。

## 経緯

### 批判記事の掲載
大学卒業後、情報処理関連の企業で働いていた石橋慶子は、1988年（昭和63年）3月、青年海外協力隊に合格。職種は「システムエンジニア」。同年10月に長野県駒ヶ根市の駒ケ根訓練所にて派遣前訓練を受け、翌1989年（平成元年）1月からホンジュラスに派遣された。
1989年（平成元年）9月16日朝日新聞朝刊の読者からの投稿を掲載する「声」の欄に、石橋の投稿が掲載された。以下、抜粋引用。
これについて石橋は「協力隊員のことを悪く書く気持ちなど少しもなかった」としたが、同じホンジュラスに派遣されていた他の協力隊員の強い批判を浴びたと記している。また事前にJICA事務所の許可を得た投稿でなかったことから調整員からも咎められたとしている。この一件を契機とし、石橋は任期を短縮して帰国することを選択し、活動期間1年3ヶ月の任期途中で日本に帰国した。
帰国の3年後、石橋慶子は『新潮45』1994年（平成6年）6月号の誌上に「あえて書く 青年海外協力隊堕落論」を発表した。この記事は石橋自身の協力隊での体験を元に、協力隊員の資質、JICAの体質など協力隊の実態を暴露したとする過激な内容であった（詳しくは後述）。
石橋に触発されるように、『AERA』1994年（平成6年）8月15日・22日合併号に「青年海外協力隊異聞〜華やかさの影に情報過疎の悲哀」と題する記事が掲載された。内容はJICAの協力隊に対する精神主義（要請と現実が大きく異なっていたとしても、自分でなんとかしろという考え方）と管理主義（とにかく問題を起こさないという方針、現地での行動の制限など）などを指摘したものだった。
続いて、フリーライターのオバタカズユキが『諸君!』1994年（平成6年）9月号に「青年海外協力隊症候群」を寄稿した。この記事でオバタは協力隊に参加したK子（仮名）とのやりとりを中心に協力隊OBや協力隊の募集説明会を取材し、青年海外協力隊に参加する人間の資質について批判的な意見を示した。
また1994年（平成6年）7月3日の朝日新聞朝刊の読者投稿欄である「声」に「あまりに粗雑、協力隊試験」という投書が掲載された。協力隊の試験のあり方に疑問を呈する内容だった。
1998年（平成10年）、石橋は『あえて書く青年海外協力隊堕落論』を大幅に加筆し、同期の協力隊員やJICA職員を仮名で表記した『青年海外協力隊の虚像―天下りの温床』を出版した。

### 反論および反応
JICAは主に協力隊隊員および協力隊事業に関心をよせる人たちを対象とした協力隊機関誌『クロスロード』を毎月発行していた。相次いだ協力隊批判の雑誌記事に対して、クロスロード編集部から高橋昭協力隊事務局長へのインタビューの形式で、協力隊機関誌『クロスロード』の1994年（平成6年）10月号に『相次ぐマスコミの協力隊批判にお答えします』という反論記事を掲載した。
協力隊の参加経験者で、神戸大学の大学院生であった青山直明は、「青年海外協力隊に見る中の論理と外の論理」というタイトルで、1997年（平成9年）、第三回読売論壇新人賞に論文を投稿した。青山は石橋の言説は筆者の感情的なものであるとした。その一方で、JICAに対しても消極的な情報公開の姿勢や、既得権益の保護拡大のために協力隊を派遣していると受け取られかねない運営があり、改革が必要だと主張した。
また1997年（平成9年）に『青年海外協力隊の虚像―天下りの温床』が出版された際には、ジャーナリスト吉岡逸夫が、『青年海外協力隊の正体』を出版した。吉岡も青年海外協力隊の経験者である。

## 批判記事が指摘した青年海外協力隊の問題点
石橋慶子などの批判記事が指摘した青年海外協力隊の問題点は、協力隊事業を運営する側である「JICAによる運営の問題」、ボランティアとして参加し活動する側である「協力隊の隊員の資質の問題」、ボランティアを受け入れ共に問題を解決する側である「現地の受け入れ先の問題」に分解することができる。

### JICAによる運営の問題

#### 現地事務所と調整員の対応
石橋慶子は、職場で使用できるコンピュータがないことを現地の調整員に相談したところ、「紙芝居のように画用紙に書いたコンピュータ画面を見せればいい」「みんな機材はないんだから、あるもので工夫するのが協力隊員だ」と言われたとしている。
石橋は任期短縮して帰国後、同じ職場の前任の隊員と会って話す機会があった。その隊員は「大学には仕事が無いため、JICAの事務所には後任の隊員は必要ないと報告した」と述べ、石橋は唖然としたとしている。
AERA誌の記事で、インドネシアに派遣された女性隊員の回想として「要請内容が『障害者センターでの手工芸の授業を指導し、障害者の自立を手伝う』であったが、現地に行ってみたら授業も生徒も存在しなかった。JICA現地事務所の調整員に相談すると『仕事は自分で見つけるものだ』と平然と言い返された」という状況であったとしている。
現地の要請と派遣された時に遭遇する事情が異なる原因として、AERA誌の伊藤は「最初の要請があがり、現地のJICA事務所が判断した後で日本と相手国の政府を通じて協力隊事務局が動くため時間がかかる。その間に現地で人事異動でもあれば、隊員が派遣された時、事情のわかる人間が誰もいないというケースは良くある」としている。

#### 管理主義と精神主義
石橋は、派遣前訓練で協力隊員がJICAの管理主義に隷属していく様子を「訓練所の職員には、隊員候補生のミスを待ち構えているようなところがある。（中略）。任国に派遣されるためには訓練を修了し、隊員候補生から隊員にならなければならない。そのためには訓練所の職員には絶対服従するしかない。職員は候補生を派遣停止にできる」と記述した。石橋によると、訓練所を辞めさせられた隊員の一人は「所長から徹底的にひどいことを言われたうえ、訓練所経費の一部まで返金させられた」という。
AERA誌で青年海外協力隊の管理主義と精神主義を指摘した伊藤雄一郎は、派遣前の訓練所の様子を、元協力隊員の声として「食事のときは5分前に集合。一人でも遅れるとそろうまで全員おあずけ。常に号令をかける。酒は飲んではならない。二人一部屋」「軍隊かと思いました。何から何まで規則ずくめ。三十歳前後の大人を相手に。とことん管理して仲間意識、協力隊イズムを叩き込まれる」と紹介した。
AERA誌では、青年海外協力隊とアメリカ平和部隊との違いについても指摘された。当時、協力隊は派遣前に国内で2ヶ月半の訓練期間があったが、アメリカ平和部隊は選考後すぐに現地に派遣され、現地で3ヶ月のトレーニングが課されていた。「平和部隊の隊員は派遣されても、違うと感じるとさっさと帰国してしまう。一方、協力隊は派遣されたら最後、何があっても2年間務めを果たせ、できなければ恥だという無言の圧力がある」という協力隊員の言葉を紹介した。

#### 協力隊批判のタブー
石橋は、派遣前訓練時、「協力隊賛美の本や映画ばかりを見せられ、訓練所で協力隊を批判するようなレポートは書けなかった」とした。また任期短縮して帰国することになった際、現地事務所の所長は「日本で任期短縮の理由を聞かれても、ここの事務所が何も面倒みなかったということだけは言わないでもらいたい」と釘を差したと述べている。
協力隊OBから協力隊事業への批判が少ない理由として石橋は、「調整員やシニア隊員、専門家、国内協力隊員など、今後も国際協力がらみでやっていける道がある。そうしたおいしい話をもってきてくれるのは協力隊事務局である。どうして本当のことを言って事務局の反感をかう必要があるだろうか」としている。

#### 試験運営
1994年（平成6年）7月3日の朝日新聞朝刊の読者投稿欄である「声」に「あまりに粗雑、協力隊試験」という投書が掲載された。この投書で以下の問題点が指摘された。
- 前回の試験と一字一句違わない問題が2題でていた。過去問を入手できた志願者に有利に働く。
- 英語の日本語訳を求める問題で、スペリングの間違いがあった。
- 日本語の『拍』と『音節』をあてる問題で、設問内容があいまいで正答が出せない。
- そもそも模範解答の公表がないため、試験問題の妥当性について評価ができない。

### 協力隊の隊員の資質の問題
石橋は、JICAの運営体制を糾弾する一方で、協力隊に参加する人間の資質についても疑問を呈している。以下に象徴的な記述を引用する。
また、フリーライターのオバタカズユキは『諸君!』1994年（平成6年）9月号の『青年海外協力隊症候群』で協力隊に参加する人間の資質を厳しく指摘した。

#### 蓄財隊員
当時のホンジュラスに派遣された隊員には、現地生活費として365米ドル（当時の為替レートで約5万円）、他に住宅手当として約7,600円が支給されていた。また日本出発時に支給された支度金や餞別もあり、現地の生活レベルと比較すれば十分な額であった。
当時、無職で協力隊に参加した場合は赴任1ヶ月につき9万円が国内積立金として支給されていた。職場に在籍したまま協力隊に参加していた場合、教員や公務員は給料の100%、企業で有給の休職制度がある場合は、50%から100%が支払われ、退職金や年金の積立も継続されると指摘した。さらに石橋は「教員や公務員は協力隊参加中であっても昇給があった」とした。
現職参加の隊員は「現職参加の人には、協力隊はボランティアではなく蓄財の場になっている。ここでの生活費は別に支給されるから、日本の口座にまるまる給料が残る。これだけ仕事の楽な国で、したい放題していて」と石橋に語ったと記述している。「あれほどいい生活は日本では二度とできない。新卒の若者がいきなりあんな生活を経験したら、日本でまともに働く気なんてなくなるだろう」という隊員OBの声も紹介している。
また、「隊員の中には、航空券を購入したとき実際の2倍の金額を記入した偽の領収書を書いてもらい、差額を着服する者もいた」「またボランティア現地に来ていることを理由に、その恩を着せてタクシー代を値切る隊員もいた」と記述している。

#### 寝たきり隊員
石橋自身も現地での仕事がほとんど無く、悩んだという。報告書には仕事をしているかのように書いた。しかし仕事はない隊員は他にも存在し、首都の隊員宿舎は、そのような隊員たちのたまり場になっていた。中には1ヶ月いる隊員もいた。仕事をせず、隊員宿舎で寝てばかりいる隊員は「寝たきり隊員」とホンジュラスでは呼ばれていた。それでも「寝たきり隊員は、夜起きだしてカジノや売春宿に出かけていった」としている。
公務員試験の試験勉強のために協力隊に参加した隊員もいた。この隊員は「ここは暇だから、勉強できる」と述べたという。

#### 買春隊員
石橋らの協力隊員は、ホンジュラスに入る前に、メキシコで6週間、ホームステイをしながら、スペイン語の語学研修を受けた。その時点で、男性隊員の中には、売春婦を買ったり、語学学校をさぼって女性とドライブに出かけるものがいたとしている。
ホンジュラスのある男性隊員は「現地の女性と飲みに行ってホテル代を払い、お小遣いをあげても8,000円足らず。女の子はそれで喜んでいるし、他の隊員も紹介してくれと言われる。だから、女性を買っているという意識はない。隊員は、お抱えの愛人を一人か二人は持っている。使うホテルは大抵同じだから、隊員同士がよくあっちゃうんだよね」と述べていたと記述している。「日本的な顔立ちだった生徒がいたので、父親の名前を聞いたら、日本人の名前だった。調べたら何年か前のホンジュラスの隊員だった」という話があったが、別の隊員は「その隊員がやったのかもしれないし、隊員の名前を使って調整員がやったのかもしれない。実際、売春宿では他人の名前を使ったりする」と述べたと記している。
結果、性病をうつされる隊員もいたが、そのような場合であっても隊員の医療費は全額JICAから支給された。一方、女性隊員の男女関係のうわさ話も多く、ある女性隊員には「仕事が忙しいというのはカモフラージュで、本当は別の国に男がいて、内緒でその国に行っている」という噂があった。また女性隊員の妊娠は、帰国理由の上位に入ると協力隊の顧問医は述べていた。ホンジュラスのJICA現地事務所は女性隊員に向けて、妊娠に注意するように注意喚起をしていた。

#### 旅行隊員
仕事場である大学は年末年始やカーニバル前後に長期の休みがあり、またストライキが発生すると1週間休みになることも珍しくなかった。そのようなときは、他の町の隊員を訪ねたり、学生の実家に招待を受けたり、カリブ海のサンゴ礁の島へ行ったりしていたという。これは石橋だけでなく、「多くの協力隊の隊員は仕事が無く暇を持て余している」とした。そして「自ら『青年海外旅行隊』と開き直って、遊び回ってばかりいた隊員もいた」と証言する。
協力隊の隊員には、2年間のうち派遣先の近隣国を3週間旅行できる制度があった。しかし、多くの隊員が規則を破り、3週間以上の国外旅行にでかけていた。ホンジュラスのJICA現地事務所はパスポートのチェックを実施すると隊員に通告した。すると、JICA現地事務所に内密でエクアドルに入国していた女性隊員は発覚を恐れて、自身のパスポートを捨て、紛失したと報告した例があった。この規則破りが発覚した隊員の行為について現地事務所の所長は「わからないようにやってくれればいいのに」と言っていたとした。

#### 帰国後の元隊員の状況と「ODA渡り鳥」
『諸君!』の記事によると、筆者であるオバタがインタビューした元協力隊員は帰国後2年間で3回の転職をしていた。理由は「上司とうまくいかなかった」というもので、「自分はまだ食えるからまし。同期は勤務先で喧嘩をしてから行方不明のまま」と述べた。また現職参加で会社や組織に属したまま協力隊に参加しても、現地と日本のギャップに苦しみ帰国後早々に退職してしまう人もいるとした。石橋もまた「現職参加した隊員は、復職せずそのまま辞めるか、復職したとしてもまもなくして辞める人がかなりいる」と記述している。
協力隊を終え、帰国後に就職する気が起きず、開発援助関係のアルバイトを転々としながら暮らしているような種類の人間を「ODA渡り鳥」という隠語で呼ばれていた。オバタは「特に専門性の低い人たちが、帰国後にまっとうな生活送っている比率が低いと感じた」と記述している。石橋は「二度以上隊員になるなんて、よっぽど変な奴らだからな」と駒ケ根訓練所所長から直接言われたという隊員の声を紹介している。さらに石橋、隊員OBの声として以下のような話を紹介している。

#### 大衆化する協力隊
『諸君!』で協力隊批判記事を書いたオバタカズユキは、元協力隊の隊員へのインタビューや隊員募集のための説明会を通じて、協力隊に「大衆化（量の拡大と質の低下）」が進んでいるとした。
オバタは協力隊の説明会をつぶさに観察し、「ボディコンに身を包んだ派手目の女性、明らかにリクルートスーツといえる背広姿、体育会系、内気で感受性のつよそうな若者、ちょっと危なそうな目をしたオタク風」と一括りにできない多種多様な人たち、つまり「普通の若者」が説明会に参加していたとする。オバタはこの「普通の若者」の協力隊参加が増えていることを「協力隊の大衆化」と呼んだ。
そして、協力隊の大衆化を後押ししているのは、JICAによる「協力隊の宣伝」と「自分探し(後述)」だとする。AERA誌によれば「（社会人から協力隊に参加する人たちは）今の仕事に悩んだり、自分の人生はこのままでいいのかと迷った時に、現実逃避、あるいは新しい可能性を発見する手段として協力隊を思い浮かべる」と主張した。

#### 村社会化する協力隊隊員
石橋が赴任した当時、ホンジュラスには約100名の協力隊員がいた。首都テグシガルパは隊員が多く、隊員同士が固まって住んでいる「日本人アパート」と呼ばれる場所もあった。
任期中には、隊員総会、歓迎会、送別会、各地の支部会、その他の同期隊員の集まりがあり、「否応なしに日本人社会の中に組み込まれることを強要される」とした。「隊員が人とはちょっと異なることをすると、すぐに噂となって協力隊ムラの中に広まる」と述べている。背景として、協力隊の隊員は仕事が無く、暇を持て余しており、他の隊員の活動や行動を気にしてしまう傾向にあるとした。
石橋は、朝日新聞に投書したことで同期の隊員から強く非難を浴びたと回顧している。そのことについて石橋は以下のように総括している。
そして、協力隊員とJICA職員が作り上げた村社会が批判を封じ、国際協力の利権が官僚たちの天下り先となり、元協力隊員やJICA職員たちもそれに群がる構図ができているとした。石橋はこの状況を以下のように表現した。

#### 自分探し
オバタカズユキが『諸君!』に寄せた記事で、協力隊が「自分探し」の場になっていると指摘した。記事の中で示された協力隊事務局がまとめた資料によると、協力隊応募説明会の参加者のアンケートにて応募動機（複数回答可）として挙げた1位は「（自分の）可能性を試してみたい。生き方を模索したい」であり63.8%で例年ダントツであり、2位も「海外、異文化を体験したい」で「国際貢献や国際協力をしたい」という本来の目的は両者の下であった。「村落開発」「日本語教師」「青少年活動」など募集資格が低く、専門性が曖昧な職種に応募者が殺到しているとした。オバタは「（自分の）可能性を試してみたい。生き方を模索したい」も「海外、異文化を体験したい」も、要するに「自分探し」の亜種と解釈できるとした。
「協力隊の説明会で説明を行っていた隊員OBの女性が『あなたは今、どこにいますか？そこにいることを実感できますか？私がこれから説明するボランティア精神とは、あなたが自分自身を主体的に生きるためのスピリッツなのです！』と叫んでいた」のを目撃し、オバタは、まるで新興宗教のようだと感じたと述べている。オバタは協力隊員が繰り返して使う「自分」や「主体的」という言葉に着目し、「『協力隊に参加すること』がイコール『人間性を高めること』というならあまりにも短絡的」「（協力隊志望者たちの）『自分たちはいいことをしている』と本気で思って疑わない危うさがある」ことを指摘した。

### 現地の受け入れ先の問題
石橋の受け入れ先は、ホンジュラス国立自治大学で、コンピュータの使用方法を教える要請であった。しかし、コンピュータはほとんど壊れており、「ここには仕事はないよ。コンピュータがないんだからね」とカウンターパートに告げられた。さらに、カウンターパートは「コンピュータが欲しかった。技術者はいらない」、「大学の温室も冷蔵庫も、みんな日本から来たボランティアが買ってくれた。あなたは一体何を買ってくれるの？」と機材の購入を要求したという。
石橋は「コンピュータがない途上国がシステムエンジニアを要請するのは、機械がほしいからです。隊員は機械なしでは何もできないから、隊員支援経費でコンピュータを買ってくれる。これが現地の『援助なれ』」、「現地にとって、隊員というのは『鴨がネギをしょってやってくる』ようなものだ」という話を耳にしたと記述している。

## 協力隊事務局長の反論
クロスロード編集部から高橋昭協力隊事務局長へのインタビューの形式で、協力隊機関誌『クロスロード』の1994年（平成6年）10月号に「相次ぐマスコミの協力隊批判にお答えします」という反論記事を掲載した。

### 石橋慶子の記事への反論
このインタビューで『新潮45』に掲載された石橋慶子の記事の論評を、以下に箇条書きで示す。
- 「『新潮45』の石橋が寄稿した記事は悪意に満ちており、ひどすぎる」（高橋事務局長）[4]
- 「隊員は自分の国のことはともかく他の国については精通しておらず、全隊員に対して「（隊員の中には）まじめな人もいたが、隊員の多くは『とんでもない人』だった」という指摘は事実に反する」（編集部）[40]
- 「ホンジュラスを含め、ほとんどの帰国隊員は、（石橋の主張は）曲解がありすぎとがっかりしている」（編集部）[40]
- 「（石橋は）マスコミに意見を出さざるを得ないほど屈折した思いで帰国した隊員で、気の毒な感じがする」（編集部）[40]
- 「石橋さんがこれほど屈折されてしまわれたのは、任期を短縮されたことに無関係ではないと推察します。（中略）きっと帰国された後の対応などに、釈然としない思いを重ねられたのではないか」（高橋事務局長）[41]

### 隊員の資質について
『諸君!』1994年（平成6年）9月号でオバタカズユキが指摘した「大衆化する協力隊」について、「質を無視してただ量を追っていくのが『大衆化』というならそれは当たりません（高橋事務局長）」とした。その上で「自分探しという応募動機がそんなに悪いことか、今一つ私にはわかりかねる（高橋事務局長）」と開き直った。
一方で、高橋事務局長は、「なぜ協力隊に参加したいのかを必ず聞きますが、あっけらかんと『自分のため』と答える人が多い」とした。また「協力隊が税金を使って派遣されているという基本的なことも知らないで応募する人もいて、対応に苦慮している」とも述べ、応募者の質に疑念があることを認めた。
それを受けて、クロスロード編集部が「協力隊は普通の日本人が参加するのですから、現在の教育状況や若者の状況をそのまま抱え込まざるを得ない」とし、それに呼応して高橋事務局長は「日本では第一次産業が衰退して、開発途上国が切実に求めている職種の隊員の確保が難しくなっているのも事実です。昔なら簡易な工具でも何でも直してしまう隊員がたくさんいましたが、今そんな人材はほとんどいません」とし、「これを協力隊が責を追うのはつらいものがあります」と、隊員の資質が低い原因については日本の社会の問題であるとした。

### 管理主義について
JICAの管理主義と精神主義を指摘したAERA誌の記事に対して、高橋事務局長は「『協力隊＝軍隊＝管理主義・精神主義』といった先入観に基づいて、それをサポートするような部分だけを集めて記事にしている」とし、読者のミスリードを狙っていると反論した。
高橋事務局長はまた、「管理主義の行き過ぎは問題だが、日本では致命的とならない事故でも活動中に落命する隊員がいる。あってはならないことだが、それに対応するために、訓練の課程で結果的に管理的にならざるをえない」と弁明した。
またAERA誌の記事で、ラオスの大規模農場に派遣された隊員についてのJICAの管理主義の例として単車の許可の話を紹介している。この記事によると「現地の人々が車を使っているのに、自分は自転車で移動していた。たまりかねてオートバイの購入を希望したが、配車されたのは帰国4ヶ月前だった。しかも、夜6時以降の使用禁止、首都のビエンチャンに行くのに使うことは禁止」としていたとした。この指摘について、高橋事務局長は、現地に赴任中の隊員の死亡の原因で1位は「交通事故」であり、そのため単車の厳しい貸与基準や行動範囲の制限は致し方ないとした。

### 協力隊員のマスコミへの意見発表について
クロスロード編集部は、相次いで雑誌に批判記事が掲載されていることについて「『クロスロード』も含め、意見発表の場があるにもかかわらず、それが機能していなかったと反省している」とした。また高橋事務局長は「隊員からでも留守家族からでも、どんな意見でも大歓迎」とし、「帰国時の話の中に、（協力隊）事業を改善する『鍵』があると考える」と述べた。

## その他の反応

### 元協力隊員の吉岡逸夫の論
石橋の『青年海外協力隊の虚像』が出版された後、元青年海外協力隊員である吉岡逸夫が、『青年海外協力隊の正体』を出版した。内容は、「ボリビアの協力隊員の活動」、「パラグアイの日系移民」、「協力隊として派遣されたエチオピアでの活動から帰国後までの自分の行動と心情」から協力隊とボランティア精神について語ったものである。
この書の「プロローグ」で石橋慶子が寄稿した『新潮45』1994年（平成6年）6月号の誌上に『あえて書く青年海外協力隊堕落論』を4ページ分にわたり引用。一方で、作文コンクールに応募された千葉県木更津市の中学三年生の書いた作文「テレビ番組で見たルワンダで活動する看護師の協力隊の姿に感激し、将来、看護師になり協力隊に参加することを夢見て勉強をしている」という内容を紹介し、石橋の記事と対比させた。
また「あとがき」の項で吉岡逸夫は、石橋慶子の著書を読んだこと、また石橋へのインタビューを手紙で申し込んだことを明らかにした。石橋からは以下の内容の返信を受け取ったことを記している。
また吉岡は、『あとがき』で、この著書の『まえがき』で示した中学生の作文と石橋の厳しい批判の対比について「二つの文章の根っこには、同じ精神が宿っているのではないか」とし、その上で石橋慶子の論旨に対して「内容についてはとやかく言うことはない」と反論を放棄。その上で、石橋慶子について「石橋さんは、（中略）協力隊に対する美しいイメージを描いていたに違いない。それが現実を前に失望し、落胆し、恨みに似た感情さえ抱くようになったのではないか。その意味では、石橋さんは、（中略）純粋な気持ちの持ち主ではなかったか。純粋であるが故に、その反動も激しい。そんな気がしてならない」と評した。
ただし、吉岡が自ら『あとがき』で書いているように「最後に、この作品を書くにあたって大きな問題点があった。それは、私が、青年海外協力隊機関誌『クロスロード』の編集評議委員であるという立場をどうするかという問題だ」「（批判されることを承知の上で）あえて私は、その身分を持ったまま出版することにした。（そして著書の中に、）私自身を登場させた」と述べている。
吉岡自身が、青年海外協力隊の経験者である。そして協力隊の活動後しばらくしてから、協力隊の就職支援窓口の斡旋により中日新聞社に就職した経歴を持つ。また、この本の出版時には青年海外協力隊機関誌『クロスロード』の編集評議委員であり、その後青年海外協力協会の理事も務めている。
さらに、この後に発生する在ペルー日本大使公邸占拠事件の時のペルー特命全権大使であった青木盛久が後書きを寄せている。青木盛久は1990年（平成2年）から1993年（平成5年）まで青年海外協力隊事務局長を務め、外務省退官後、JICAの理事を務めた経歴も持つ。その中で青木は、吉岡逸夫のジャーナリストとしての過去の著書を無批判に賞賛し、協力隊事業は日本の国際協力の中で最も素晴らしい事業だと述べている。

### 元協力隊員の青山直明の論

#### 協力隊堕落論についての論評
協力隊経験者で神戸大学大学院生であった青山直明は、「青年海外協力隊に見る中の論理と外の論理」というタイトルで、1997年（平成9年）に読売新聞が開催した第三回読売論壇新人賞に論文を投稿した。青山の論文は佳作に入賞した。
この中で青山は、石橋が『新潮45』に寄稿した記事などについて「建設的な提言など皆無の、全くの感情的な批判」と評した。その上で、協力隊に対する報道が、「『現地住民と一体になって汗と泥にまみれて働く清きボランティア』という礼賛か、『仕事もなく毎日無為に過ごして二年間の休暇を満喫する優雅な若者』という告発のどちらか」に二極化しているとした。一方で、「外務省にとって協力隊事業が格好の宣伝となっている」と指摘した。
青山はこの論文の中で、「協力隊の目的の明確化」「精神主義からの決別」「外部への情報発信」「失敗の分析」と、4つの項目を『青年海外協力隊の改革すべき点である』と主張した。

#### 協力隊の目的の明確化
青山は、「協力隊の目的の中に、『技術協力』と『国際交流』の2つが区別が曖昧なまま含まれていることが根本的な問題」だとした。
JICAの業務範囲を定めた「国際協力事業団法」第21条で、青年海外協力隊事業は「開発途上地域の住民と一体となつて当該地域の経済及び社会の発展に協力することを目的とする」とされていた。
しかし、国際協力事業団法での目的を逸した協力隊員の派遣があると、青山は指摘した。例えば東欧諸国への隊員派遣について、JICAが発行していた協力隊員募集パンフレットには、「東欧における協力隊活動はいわゆる『開発途上国での活動』とは違ったものですが、隊員に求められるものが『価値観の異なる異国において、その国のために自分の持つ技術や経験を活かしたい』という気持ちであることには変わりありません」と記されていたと指摘。これは国際協力事業団法第21条の2で定めた青年海外協力隊の目的と矛盾しているとした。
青山は、「開発途上地域の住民と一体となつて」という部分は手段にすぎず、「当該地域の経済及び社会の発展に協力すること」こそが本来の協力隊の目的であるとした。その上で、本来の目的に立ち返り、協力隊は草の根レベルでの技術移転に特化。高度な技術移転は専門家に移行させ、場合によって協力隊の「名誉ある撤退」を選択すべきであると主張した。具体的には、東欧諸国や自身の活動先であったマレーシアやメキシコなどから撤退すべきだとした。

#### 精神主義からの決別
青山は協力隊の精神主義について「しばしば『金や物がなくてもそこを自分の工夫でのりきるのが協力隊だ』といわれるが、単なる根性や精神論だけでは乗り越えられないケースがあることを協力隊事務局は認めるべきだ」と主張した。「要請内容によっては高い技術レベルが求められるが、それに対して明らかに技術力が不足している隊員が派遣されて活動がうまく行かない場合でも、本人の努力、根性が足りないと批判されるケースもある」とした。「この発想は、『弾薬や食料の補給がなくてもそこを大和魂でのりきるのが日本軍人だ』という旧日本陸軍と同じである。上層部の戦略欠如を前線の戦術で補完しようとしているところまで符合している」と指摘した。
これを改善するために、青山は、日本からの情報提供、資材供与、アドバイザーの派遣といったバックアップ体制の強化が必要であるとした。

#### 外部への情報発信
青山は協力隊事務局が批判記事の反論の場として、JICAムラの中の『クロスロード』誌上で反論を行ったことに疑問を呈した。青山は反論を内輪の場で留めるのではなく、「広く新聞なり雑誌なりで堂々と反論すべき」とした。
また青山は自由に意見表明できるはずである隊員OBも、問題提起など活発に情報発信すべきだとした。協力隊のOBによる問題提起が低調である原因として「既に帰国した隊員にとっては、隊員時代のことは全てが美しい思い出であり、たとえ隊員時代にどのような矛盾に直面したとしても、今さら問題提起する気にならない」と推論した。

#### 失敗の分析
青山は、日本の政府開発援助の広報は、援助の成功例を取り上げ、援助の重要性を強調する性格のものが多く、失敗事例も含めた情報公開というより、成功例だけを集めた宣伝に近いとした。青山自身の協力隊での経験でも、数多くの失敗があったことを告白し、「後輩隊員が同じ失敗を繰り返すことは看過できない」と記し、そのための方策が必要であると主張した。
具体的な提案として青山は、失敗を教訓として協力隊の組織の中に定着させるために、協力隊の評価においても、「失敗の分析」を実施し教訓としてフィードバックする体制を作るべきだと主張した。その際、協力隊の成功や失敗の原因が隊員の個人の能力や資質に向かいがちであるため、特に失敗の分析については、隊員個人の責任追及だけに陥ることを避ける方策をとるべきであるともした。

## 議論の影響

### 協力隊事業の見直し
1994年（平成6年）に相次いだ協力隊批判の雑誌記事と協力隊事業30周年を契機として、「協力隊事業の見直し総点検」が協力隊事務局により提唱された。見直し総点検で挙げられたのは以下の9項目。
1. 要請取り付け方法に関する事項
2. 募集選考に関する事項
3. 重点職種対策に関する事項
4. 派遣期間に関する事項
5. 事前研修に関する事項
6. 隊員活動に関する事項
7. 隊員支援に関する事項
8. 補完事業に関する事項
9. その他（ボランティア事業の一体化の可能性とその実施方法等）